# Aglaophamus lyrochaeta
Aglaophamus lyrochaeta är en ringmaskart som först beskrevs av Fauvel 1902.  Aglaophamus lyrochaeta ingår i släktet Aglaophamus och familjen Nephtyidae. Inga underarter finns listade i Catalogue of Life.